# Pavel Pokorný (teolog)
Pavel Pokorný (* 20. srpna 1960 Kutná Hora) je český evangelický farář, nemocniční kaplan a synodní senior Českobratrské církve evangelické.

## Život
V letech 1979–1985 vystudoval Komenského evangelickou bohosloveckou fakultu, poté působil jako vikář a později farář Českobratrské církve evangelické v Trutnově a v letech 1999 až 2021 působil jako farář ve sboru v Praze-Střešovicích. Pracoval také jako nemocniční kaplan v motolské nemocnici a v hospici Cesta domů.
Od roku 2015 působil v Synodní radě Českobratrské církve evangelické jako první náměstek synodního seniora Daniela Ženatého, v roce 2021 byl synodem ČCE zvolen synodním seniorem na šestileté volební období 2021–2027.

## Dílo
- Slovo na všední den i neděli, 2005 – sbírka promluv připravených původně pro vysílání Českého rozhlasu 6